# Luidia magellanica
Luidia magellanica is een kamster uit de familie Luidiidae.
De wetenschappelijke naam van de soort werd in 1895 gepubliceerd door Leipoldt.